# تمارا دبليو. أشفورد
تمارا دبليو. أشفورد (بالإنجليزية: Tamara W. Ashford)‏ هي محامية وقاضية أمريكية، ولدت في 1968.